# 竹信三恵子
竹信 三恵子（たけのぶ みえこ、1953年10月10日 - ）は、日本のジャーナリスト、和光大学名誉教授、元朝日新聞記者、NPO法人官製ワーキングプア研究会理事。夫は元朝日新聞記者の竹信悦夫。

## 来歴
東京都港区出身。東京教育大学附属高等学校を経て、1976年東京大学文学部社会学科卒、朝日新聞社入社、経済部、シンガポール特派員、学芸部デスク、朝日新聞総合研究センター主任研究員、CSテレビ「朝日ニュースター」解説委員、2007年朝日新聞労働担当編集委員（論説委員兼務）。2009年貧困ジャーナリズム大賞受賞。2009年『ルポ雇用劣化不況』で労働ペンクラブ賞受賞。2011年和光大学現代人間学部教授。2019年退任。
2001年から2005年まで内閣府男女共同参画会議基本問題専門調査会委員、2010年から中央区男女共同参画推進委員会副会長、2011年から内閣府男女共同参画会議女性に対する暴力専門調査会委員、2002年から2005年まで、松井やよりを中心に設立されたNGO「アジア女性資料センター」の運営委員、2005年からは同センターのメディア・アドバイザーを担当、2009年から日本フェミニスト経済学会幹事。NPO法人「女たちの戦争と平和人権基金」が2005年に設立した「やよりジャーナリスト賞」の選考委員を、辛淑玉らとともに務めている。
2019年には「関西生コンを支援する会」に参加した。

## 著書

### 単著
- 『日本株式会社の女たち』朝日新聞社、News & documents ND books 1994
- 『女の人生選び 仕事、結婚、生きがいーリスクをどう最小限にするか』はまの出版、1999
- 『ワークシェアリングの実像 雇用の分配か、分断か』岩波書店、2002
- 『ルポ雇用劣化不況』岩波新書、2009
- 『女性を活用する国、しない国』岩波ブックレット、2010
- 『ミボージン日記』岩波書店、2010
- 『ルポ賃金差別』ちくま新書、2012
- 『しあわせに働ける社会へ』岩波ジュニア新書、2012
- 『家事労働ハラスメント』岩波新書、2013
- 『ピケティ入門 『21世紀の資本』の読み方』金曜日、2014
- 『正社員消滅』朝日新書、2017年
- 『これを知らずに働けますか？　学生と考える、労働問題ソボクな疑問30』ちくまプリマー新書、2017
- 『企業ファースト化する日本　虚妄の「働き方改革」を問う』岩波書店、2019
- 『10代から考える生き方選び』岩波ジュニア新書、2020
- 『賃金破壊　労働運動を「犯罪」にする国』旬報社、2021
- 『女性不況サバイバル』岩波新書、2023

### 共編著
- 『「家事の値段」とは何か アンペイドワークを測る』久場嬉子共著、岩波ブックレット、1999
- 『災害支援に女性の視点を！』赤石千衣子共編著、岩波ブックレット、2012
- 『「全身○活」時代 就活・婚活・保活からみる社会論』大内裕和共著、青土社、2014
- 『希望への陰謀 時代の毒をどう抜き取るか』浜矩子,山口二郎,川内博史,木村朗,金井利之,桜井智恵子共著、現代書館、2019
- 『ベーシックインカムを問いなおす: その現実と可能性』佐々木隆治,志賀信夫,今野晴貴,藤田孝典,井手英策,森周子,小澤裕香,小谷英生,孔栄錘共著、法律文化社、2019
- 『労働組合やめろって警察に言われたんだけどそれってどうなの?(憲法28条があるのに…)』連帯ユニオン,葛西映子,北健一,小谷野毅,宮里邦雄,熊沢誠,海渡雄一,鎌田 慧共著、旬報社、2020
- 『官製ワーキングプアの女性たち――あなたを支える人たちのリアル (岩波ブックレット)』戒能民江,瀬山紀子共著、岩波書店、2020